# Crassispira sinensis
Crassispira sinensis é uma espécie de gastrópode do gênero Crassispira, pertencente à família Pseudomelatomidae.